# Lady Francisco

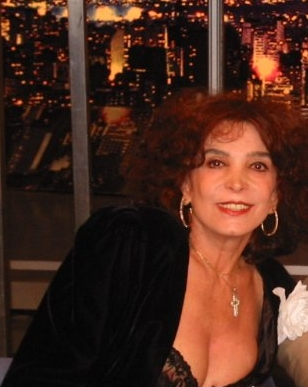
Lady Francisco

Lady Francisco (bürgerlich Leyde Chuquer Volla Borelli Francisco de Bourbon; anhörenⓘ; * 7. Januar 1935 in Belo Horizonte, Minas Gerais; † 25. Mai 2019 in Rio de Janeiro) war eine brasilianische Schauspielerin und gehörte zu den bekanntesten Film- und Fernsehstars des Landes.
Francisco stammte ursprünglich aus einer ausgewanderten adeligen Familie, änderte aber ihren Titel „Lady“ zu ihrem Spitznamen. Schon früh spielte sie in Telenovelas und Serien kleine Rollen. International bekannt wurde sie als Mutter Juliana der Protagonistin Isaura (gespielt von Lucélia Santos) in der Telenovela Die Sklavin Isaura. Sie übernahm immer wieder Rollen, in denen sie starke Frauen und Mütter spielte. 1977 gewann sie die Candang Trophy des Brazilia Festival of Brazilian Cinema als beste Schauspielerin für den Film Das Verbrechen des Ze Bigorna (O Crime do Zé Bigorna).
Francisco war verheiratet und hatte eine Tochter und einen Sohn.